# Acrolophozia sulcata
Acrolophozia sulcata är en bladmossart som beskrevs av Gabriela Gustava Hässel de Menéndez. Acrolophozia sulcata ingår i släktet Acrolophozia och familjen Gymnomitriaceae. Inga underarter finns listade i Catalogue of Life.